# Locomotiva FS 805
Le locomotive a vapore gruppo 805 erano locotender a due assi accoppiati ed asse portante anteriore, costruite in due sottoserie che le Ferrovie dello Stato acquisirono parzialmente in seguito al riscatto delle due reti Adriatica e Mediterranea e acquisirono dall'industria privata tra 1910 e 1911.

## Storia
Le locomotive ebbero origine in seguito alle ordinazioni fatte dalle società esercenti le linee che poi vennero divise tra la Società italiana per le strade ferrate meridionali e la Società per le Strade Ferrate del Mediterraneo in seguito alla costituzione delle reti Adriatica e Mediterranea; le consegne, iniziate a partire dal 1883, si conclusero nel 1891, per un totale di 34 macchine immatricolate nel gruppo RA 220 da 221 a 224 e nel gruppo RM 6101-6200 con i numeri 6101-6130. In seguito all'incorporazione nel parco rotabili delle FS, vennero ridenominate nel gruppo 805 da 8051 a 8084. Data la buona qualità del progetto (e soprattutto in virtù del loro basso peso assiale che ne permetteva l'uso anche in linee con armamento leggero), le Ferrovie dello Stato ne ordinarono una seconda serie di 12 unità praticamente uguali alle precedenti, con la sola differenza di 3,8 tonnellate in più di massa complessiva; queste furono consegnate tra il 1910 e il 1911 e rappresentarono l'unico acquisto di macchine a 2 assi accoppiati fatto dall'azienda di stato.
Furono immatricolate come 805.35-805.44.
Le locomotive della prima serie RM vennero battezzate con nomi di fiumi: la 6115 Enza e la 6130 Rodano.

## Caratteristiche tecniche
Le locomotive erano del tipo locotender a 2 assi accoppiati ed asse anteriore portante, a vapore saturo e semplice espansione. Il motore era a 2 cilindri esterni e la distribuzione del tipo Gooch (?). Si trattava di macchine atte a tutti i servizi viaggiatori su linee secondarie a basso peso assiale ammissibile. La loro velocità massima raggiungeva i 65 km/h. La caldaia era tarata per una pressione di esercizio di 10 bar.